# Xestochilus nebulosus
Xestochilus nebulosus е вид змиорка от семейство Ophichthidae. Видът не е застрашен от изчезване.

## Разпространение и местообитание
Разпространен е в Израел, Индия, Индонезия, Маршалови острови, Микронезия, Мозамбик, Палау, Сейшели и Френска Полинезия (Маркизки острови).
Обитава пясъчните дъна на морета в райони с тропически климат. Среща се на дълбочина от 1,2 до 42 m, при температура на водата от 28,9 до 29 °C и соленост 34,1 ‰.

## Описание
На дължина достигат до 47 cm.